# Drenovci (Kosjerić)
Pour les articles homonymes, voir Drenovci.
Drenovci (en serbe cyrillique : Дреновци) est un village de Serbie situé dans la municipalité de Kosjerić, district de Zlatibor. Au recensement de 2011, il comptait 357 habitants.

## Démographie

### Évolution historique de la population
| 1948 | 1953 | 1961 | 1971 | 1981 | 1991 | 2002 | 2011 |
| ---- | ---- | ---- | ---- | ---- | ---- | ---- | ---- |
| 746  | 788  | 748  | 776  | 656  | 544  | 395  | 357  |

|  |